# Hirschfeld (Reinsberg)

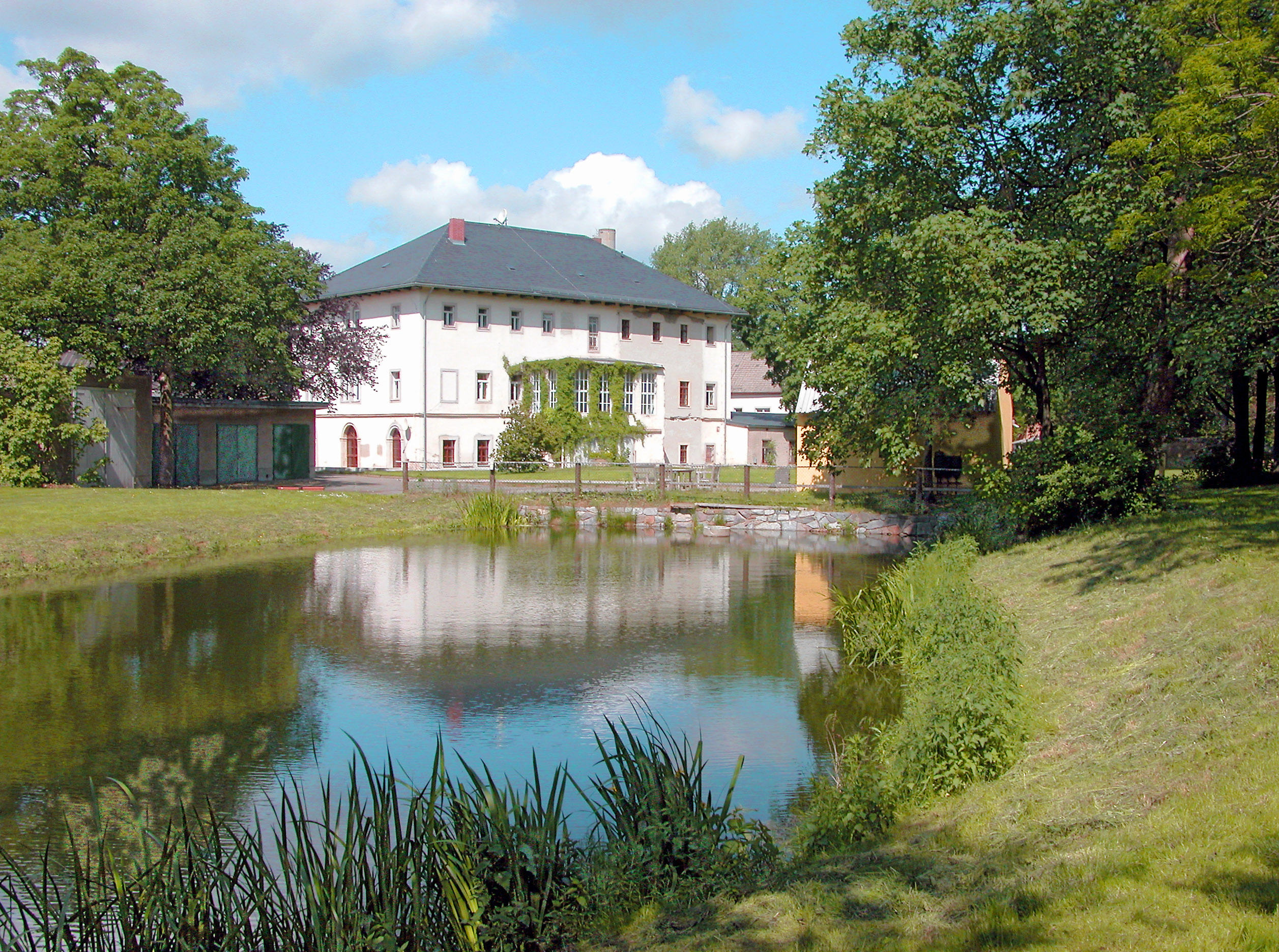
Hirschfeld (Reinsberg): Herrenhaus des ehem. Rittergutes

Hirschfeld ist ein Ortsteil der Gemeinde Reinsberg im Landkreis Mittelsachsen (Freistaat Sachsen). Er wurde am 1. März 1994 eingemeindet. Seitdem bildet er eine von fünf Ortschaften der Gemeinde Reinsberg.

## Geografie

### Lage
Hirschfeld liegt im östlichen Ausläufer des Erzgebirgsvorlandes, östlich der Freiberger Mulde im Westen und der Bobritzsch im Osten. Der Ort liegt am Eulabach. Südöstlich des Orts liegt der Gemeindeteil Friedland.

### Nachbarorte
| Eula        | Deutschenbora                               |            |
| Siebenlehn  | Kompassrose, die auf Nachbargemeinden zeigt |            |
| Bieberstein | Reinsberg mit Drehfeld                      | Neukirchen |

## Geschichte

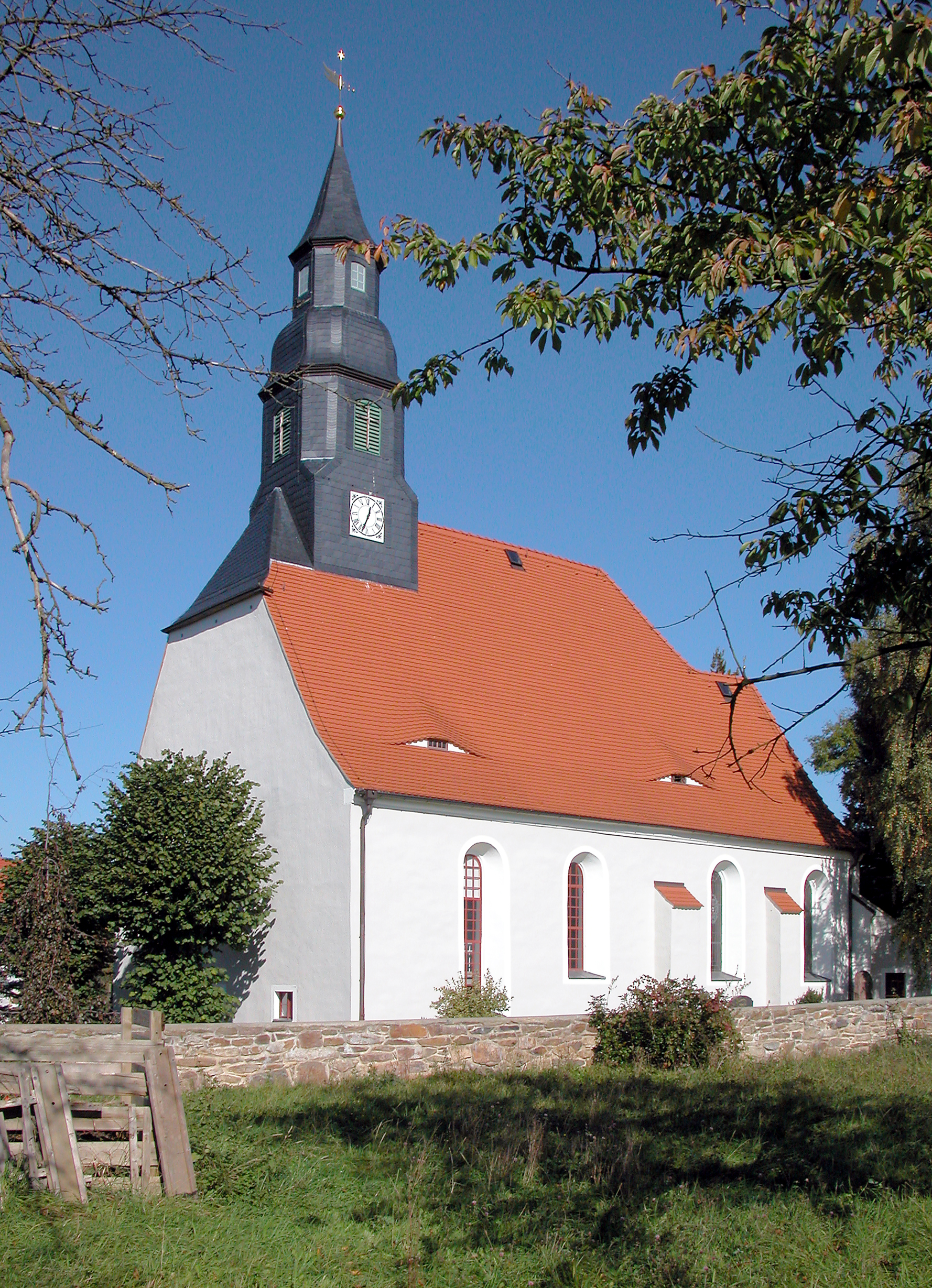
Kirche Hirschfeld (Reinsberg)

Hirschfeld wurde 1158 erstmals urkundlich erwähnt. Namensgebend ist das Geschlecht derer von Hirschfeld, unter deren Lehnschaft sich die Siedlung aus dem Herrensitz seit 1241 daselbst entwickelte. Die Siedlungsstruktur des Dorfes ist die eines Waldhufendorfes, das sich bandartig, weitgehend linear an der Dorfstraße ausrichtet und die gesamte Ortslage durchzieht und erschließt. Aus dem Herrensitz entwickelte sich ein Rittergut, das seit 1551 nachgewiesen ist. Das dazugehörige Vorwerk „Moritztal“ im Nordosten des Orts weist die Jahreszahl „1737“ auf.
Katharina von Bora, die Ehefrau von Martin Luther, soll in der Hirschfelder Kirche getauft worden sein. Das damalige 800 Jahre alte romanische Taufbecken aus Stein befindet sich heute im Kreuzgang des Freiberger Doms.
Hirschfeld gehörte bis 1856 zum kursächsischen bzw. königlich-sächsischen Kreisamt Meißen. 1856 wurde Hirschfeld dem Gerichtsamt Nossen und 1875 der Amtshauptmannschaft Meißen angegliedert. Bei der umfassenden Verwaltungsreform in der DDR wurde Hirschfeld 1952 dem Kreis Freiberg im Bezirk Karl-Marx-Stadt zugeordnet. Bis in die 1950er Jahre bildete Friedland einen Ortsteil von Hirschfeld, danach verlor die Ansiedlung diesen Status.
Im Jahr 1991 beschloss die Verbandsversammlung des Gemeindeverwaltungsverbandes Sachsenmitte die Erarbeitung eines gemeinsamen Flächennutzungsplanes für die Gemarkungen der Mitgliedergemeinden. Zum Verband gehörten zu diesem Zeitpunkt die Gemeinden Hirschfeld, Neukirchen, Dittmannsdorf, Obergruna, Bieberstein und Reinsberg.
1994 führte die Entwicklung zu dem Zusammenschluss mit Bieberstein, Dittmannsdorf, Neukirchen und Reinsberg, die zum 1. März 1994 vollzogen wurde. Hirschfeld bildet seitdem eine von fünf Ortschaften der Gemeinde Reinsberg. Seit 2008 gehört der Ort zum Landkreis Mittelsachsen.

## Bevölkerungsentwicklung
Die Entwicklung der Wohnbevölkerung ist rückläufig. In der ersten statistischen Erfassung von 1547/51, gab es „27 besessene Mann, 11 Häusler, 45 Hufen, mit Deutschenbora, Eula, Gärtitzsch, Littdorf und Neukirchen 325 Inwohner“. 1764 wurden 32 besessene Mann, 21 Häusler, 7 Wüstungen, 32 Hufen je 20–25 Scheffel registriert.
In den Jahren von 1834 (554 Einw.) bis zum Jahr 1890 (677 Einw.) wuchs die Bevölkerung. Die nächste statistische Erfassung im Jahr 1910 ergab einen Einbruch. Insgesamt hatte man 590 Einwohner erfasst. 1950 war ein Einwohnerstand von 781 zu verzeichnen, deren Entwicklung sich nach unten bewegte: 1964 wurden noch 707 Einwohner registriert. Am 3. Oktober 1990 hatte das Dorf 721 Einwohner, am 31. Dezember 1997 noch 696.

## Wirtschaftsbetriebe
- Die Schweinezucht- und Mastanlage an der Kreisstraße K 7794 (ehem. K 33) ist weiter in Betrieb und kann teilweise für gewerbliche Nutzung infolge guter Verkehrsanbindung weiterentwickelt werden.
- Konrad von Posern, das ehemalige Ritter-/Volksgut im westlichen Ortsbereich, ist ebenfalls weiter in Betrieb, gewerbliche Nachnutzung des Gutsbereiches ist angedacht.

Beide Betriebe erfüllen die Mindestvoraussetzungen.

## Verkehrsanbindung
Hirschfeld ist verkehrsinfrastrukturell, vor allem im regionalen und überregionalen Verbund, durch die räumliche Nähe zu den nördlich der Siedlung gelegenen Autobahnen A 4 und A 14 (Autobahndreieck Nossen) sehr gut erschlossen. Die innere straßenseitige Erschließung zu den Siedlungszentren Freiberg, Nossen und Meißen wird durch verschiedene Ortsverbindungsstraßen (u. a. Kreisstraße K 7794 (ehem. K 33)) und über die Bundesstraße 101 ausreichend gewährleistet.

## Sehenswürdigkeiten
Zu den Sehenswürdigkeiten des Ortes zählt das unter Denkmalschutz stehende Herrenhaus des Rittergutes, die 1214 erwähnte Kirche nebst Pfarre, sowie der Gasthof Zum Hirsch.

## Söhne und Töchter des Ortes
- Katharina von Bora (1499–1552), Ehefrau des Reformators Martin Luther[12]